# رسلمانیا ۲۱
رِسِلمانیا ۲۱ (به انگلیسی: WrestleMania 21) بیست و یکمین دوره از رویداد غیر رایگان (Pay-Per-View) رسلمانیا می‌باشد که توسط کمپانی دبلیودبلیوئی برای برَندهای راو و اسمک‌دَون تهیه می‌شود و این دوره اش هم در ۳ آوریل ۲۰۰۵ در ورزشگاه استپلس سنتر در شهر لس آنجلس در ایالت کالیفرنیا برگزار شد.
در مین اونت این رویداد، که مسابقه اصلی برند راو بود، باتیستا در مقابل تریپل اچ برای قهرمانی کمربند سنگین‌وزن جهان قرار گرفت که باتیستا برنده شد.
مسابقه اصلی برند اسمکدان، که مسابقه قبل از مین اونت بود، جان «برادشاو» لیفیلد در مقابل جان سینا برای قهرمانی کمربند دبلیو دبلیوئی قرار گرفت که سینا توانست لی فیلد را شکست دهد و قهرمان جدید کمربند لقب بگیرد.
در یکی دیگر از مسابقات مهم یک مسابقه تک نفره بین آندرتیکر و رندی اورتون برگزار شد که آندرتیکر پس از اجرای «تومب استون پایلدرایور» توانست اورتون را شکست دهد.
اولین مسابقه نردبان مانی این د بنک تاریخ در این رویداد برگزار شد که ادج برنده شد.
همچنین آخرین رسلمانیایی بود که ادی گوئررو در آن شرکت کرد. ادی گوئررو در نوامبر همان سال درگذشت.

## زمینه‌سازی
رسلمانیا به عنوان بهترین رویداد سالانه دبلیودبلیوئی و نماد این کمپانی معرفی می‌شود؛ چرا که قدیمی‌ترین و دارای بیشترین تعداد برگزاری در تاریخ کشتی حرفه‌ای و در دبلیودبلیوئی از نظر اهمیت برابر سوپر بول در ورزش لیگ فوتبال ملی در کشور آمریکا است. این رویداد شامل مسابقاتی بین دشمنی‌های موجود، ماجراهای پیش آمده و داستان‌هایی خواهد بود که پیش از این در برنامه‌های راو یا اسمک داون پخش شده بود. کشتی‌گیرها با توجه به مسابقات یا سری اتفاقاتی که برایشان رخ می‌دهد، تنش را به حد اکثر می‌رساند و نقش منفی یا قهرمان به خود می‌گیرند.

## نتایج
| #                                                                                                 | نتایج                                                                                   | نوع مسابقه                                                    | مدت زمان |
| ------------------------------------------------------------------------------------------------- | --------------------------------------------------------------------------------------- | ------------------------------------------------------------- | -------- |
| ۱پ                                                                                                | بوکرتی پیروز این رقابت با حذف آخرین نفر یعنی کریس مسترز                                 | مسابقه بتل رویال ۳۰ نفره                                      | ۱۱:۲۰    |
| ۲                                                                                                 | ری مستریو پیروز در رقابت ادی گررو                                                       | مسابقه تک نفره                                                | ۱۳:۰۰    |
| ۳                                                                                                 | اج پیروز در مقابل کریس جریکو، شلتون بنجامین، کریس بنوا، کریستین (با تایسون تامکو) و کین | مسابقه نردبان مانی این د بنک                                  | ۱۵:۱۲    |
| ۴                                                                                                 | آندرتیکر پیروز در مقابل رندی اورتون                                                     | مسابقه تک نفره                                                | ۱۴:۰۰    |
| ۵                                                                                                 | تریش استراتوس (c) پیروز در مقابل کریستی هیمی (با همراهی لیتا)                           | مسابقه تک نفره برای قهرمانی کمربند زنان دبلیودبلیوئی          | ۴:۰۰     |
| ۶                                                                                                 | کرت انگل پیروز در مقابل شاون مایکلز                                                     | مسابقه تک نفره                                                | ۲۷:۱۸    |
| ۷                                                                                                 | آکه بونو تارو پیروز در مقابل بیگ شو                                                     | مسابقه سومو                                                   | ۱:۰۰     |
| ۸                                                                                                 | جان سینا پیروز در مقابل جان برادشاو لیفیلد (c)                                          | مسابقه تک نفره برای قهرمانی کمربند کمربند دبلیودبلیوئی        | ۱۱:۲۵    |
| ۹                                                                                                 | باتیستا پیروز در مقابل تریپل اچ (c)                                                     | مسابقه تک نفره برای قهرمانی کمربند سنگین‌وزن جهان دبلیودبلیوئی | ۲۱:۲۳    |
| - (c) – نشان‌دهنده قهرمان(هایی) است که به میدان می‌روند - پ – نشان‌دهنده این است که مسابقه در پری–شو |                                                                                         |                                                               |          |